# Radio de giro (ingeniería estructural)
En ingeniería estructural, el radio de giro describe la forma en la cual el área transversal o una distribución de masa se distribuye alrededor de su eje centroidal. Concretamente es  el valor medio cuadrático de distancia de los puntos de la sección o la distribución de masa respecto a un eje que pasa por el centro de la misma.

## Radio de giro de área
El radio de giro de un área con respecto a un eje particular es igual a la raíz cuadrada del cociente del segundo momento de área dividido por el área:

{\displaystyle i_{g}={\sqrt {\frac {I_{eje}}{A}}}}

Donde ig es el radio de giro, Ieje es el segundo momento de área o momento de inercia de la sección y A es el área de la sección transversal.  Es una medida del alejamiento promedio de la sección resistente del centro de gravedad, dadas dos secciones de la misma área la de menor radio de giro presentará menor rigidez torsional y también un peor comportamiento frente a pandeo.
El radio de giro para diversas secciones transversales es:
- sección cuadrada de lado {\displaystyle \ell }:

{\displaystyle i_{g}={\frac {\ell }{\sqrt {12}}}}

- sección circular de radio {\displaystyle r\;}:

{\displaystyle i_{g}={\frac {r}{2}}}

## Radio de giro de masa
El radio de giro de una masa es similar excepto que se usara el momento de inercia de la masa. El valor numérico es dado por la siguiente fórmula:

{\displaystyle d_{g}={\sqrt {\frac {I}{m}}}}

Donde dg es el radio de giro, I es el momento de inercia y  m es la masa del objeto.
- Datos: Q909999